# William Porter (Leichtathlet)
William Franklin „Bill“ Porter II (* 24. März 1926 in Jackson, Michigan; † 10. März 2000 in Irvine, Kalifornien) war ein US-amerikanischer Leichtathlet. Bei einer Körpergröße von 1,90 m hatte er ein Wettkampfgewicht von 73 kg.   
Porter studierte nach dem College zuerst an der Western Michigan University, wechselte dann aber auf die Northwestern University, wo er 1947 seinen Abschluss machte.
Im Sport war er vor allem im 110-Meter-Hürdenlauf und im 200-Meter-Hürdenlauf aktiv. Bei den amerikanischen Meisterschaften belegte er meist den zweiten Platz hinter Harrison Dillard. Bei den US-Trials 1948 schied Dillard aus, nachdem er mehrfach Hürden gerissen hatte und seinen Rhythmus verlor. Bill Porter gewann die Trials in 13,9 Sekunden. Mit dieser Zeit wurde er in London auch Olympiasieger vor seinen Landsleuten Clyde Scott und Craig Dixon.
Nach den Olympischen Spielen beendete Porter seine Karriere. Er war viele Jahre lang bei American Hospital Supply in Kenilworth, Illinois tätig, wo er bis zum Vizepräsidenten aufstieg.